# Вокзальная площадь (Великие Луки)
Вокзальная площадь — площадь в городе Великие Луки. Расположена между Октябрьской и Балтийской сторонами станции Великие Луки, возле здания железнодорожного вокзала. От площади на запад отходит Привокзальная улица — единственная автомобильная дорога ведущая от вокзала в город.

## История
Площадь образовалась в начале XX века возле здания железнодорожного вокзала Московско-Виндавской железной дороги с западной стороны. В некоторых источниках указывается как Привокзальная площадь. Официально решения о присвоении площади названия не существует.

## Здания и сооружения
- Железнодорожный вокзал (Вокзальная площадь, 2) — каменное здание вокзала построено в 1907 году вместо деревянного строения. Во время Великой Отечественной войны станция Великие Луки и все железнодорожное хозяйство были сильно разрушены. Здание вокзала было восстановлено после войны, реконструировано в 1960-х годах[1].
- Административное здание (Вокзальная площадь, 1) — ранее в здании размещался телеграф.
- Дежурная часть ЛОВД станции Великие Луки (Привокзальная улица, 2).
- Багажное отделение.

## Достопримечательности
- Памятник В. И. Ленину — изготовлен в 1950-х годах на Мытищинском заводе художественного литья по проекту скульптора П. П. Яцыно. Установлен в 1956 году и торжественно открыт 22 апреля 1957 года. В 1966 году памятник был реконструирован коллективом великолукских художественных мастерских по проекту главного архитектора города В. Д. Соколовского[2].
- Памятная доска в честь освобождения города от немецко-фашистских захватчиков — установлена на здании железнодорожного вокзала[3].
- Памятная доска в честь 100-летия прибытия первого поезда — установлена 24 сентября 2001 года на здании железнодорожного вокзала[3].

## Транспорт
Ближайшая остановка общественного транспорта «Железнодорожный вокзал» находится на проспекте Гагарина. Попасть на остановку можно по переходному мосту.
- Автобус № 6, 15, 104, 110, 118.
- Маршрутное такси № 1, 1а, 3, 4, 4б, 7, 11, 12а, 14.